# Formation de Logan

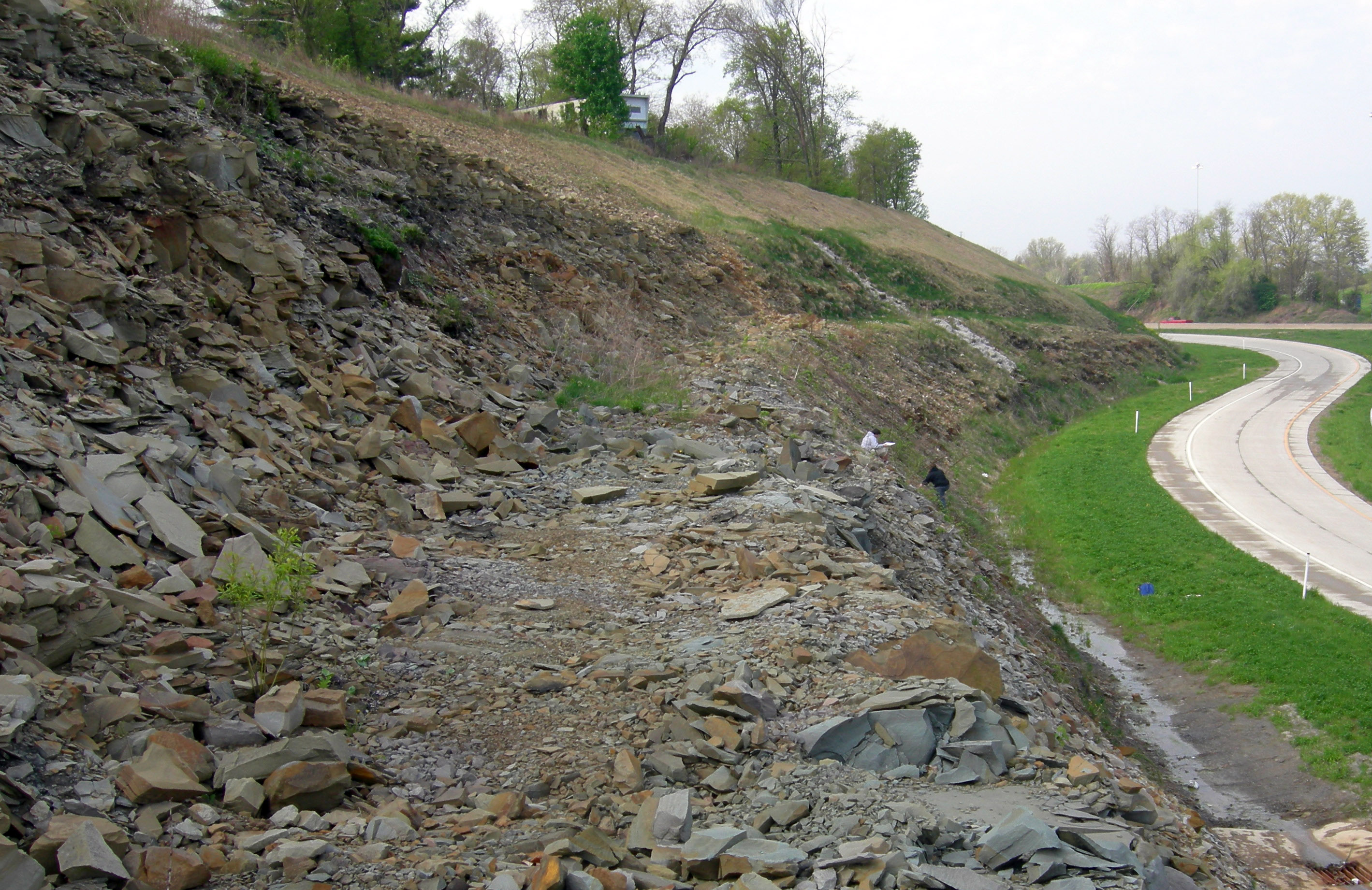
Formation de Logan à Wooster dans l'Ohio.

La formation de Logan est le nom d'une formation géologique datant du Carbonifère inférieur que l'on trouve dans le centre-est de l'état de l'Ohio aux États-Unis.

## Stratigraphie et paléoenvironnement
La formation de Logan a été nommé par Andrews (1870) et décrite à l'origine comme un grès chamoisé, situé au-dessus de la formation de Waverly et en dessous de la formation de Maxville. Bork et Malcuit (1979) concluent que la formation de Logan s'est déposée sur un récif marin peu profond.

## Références

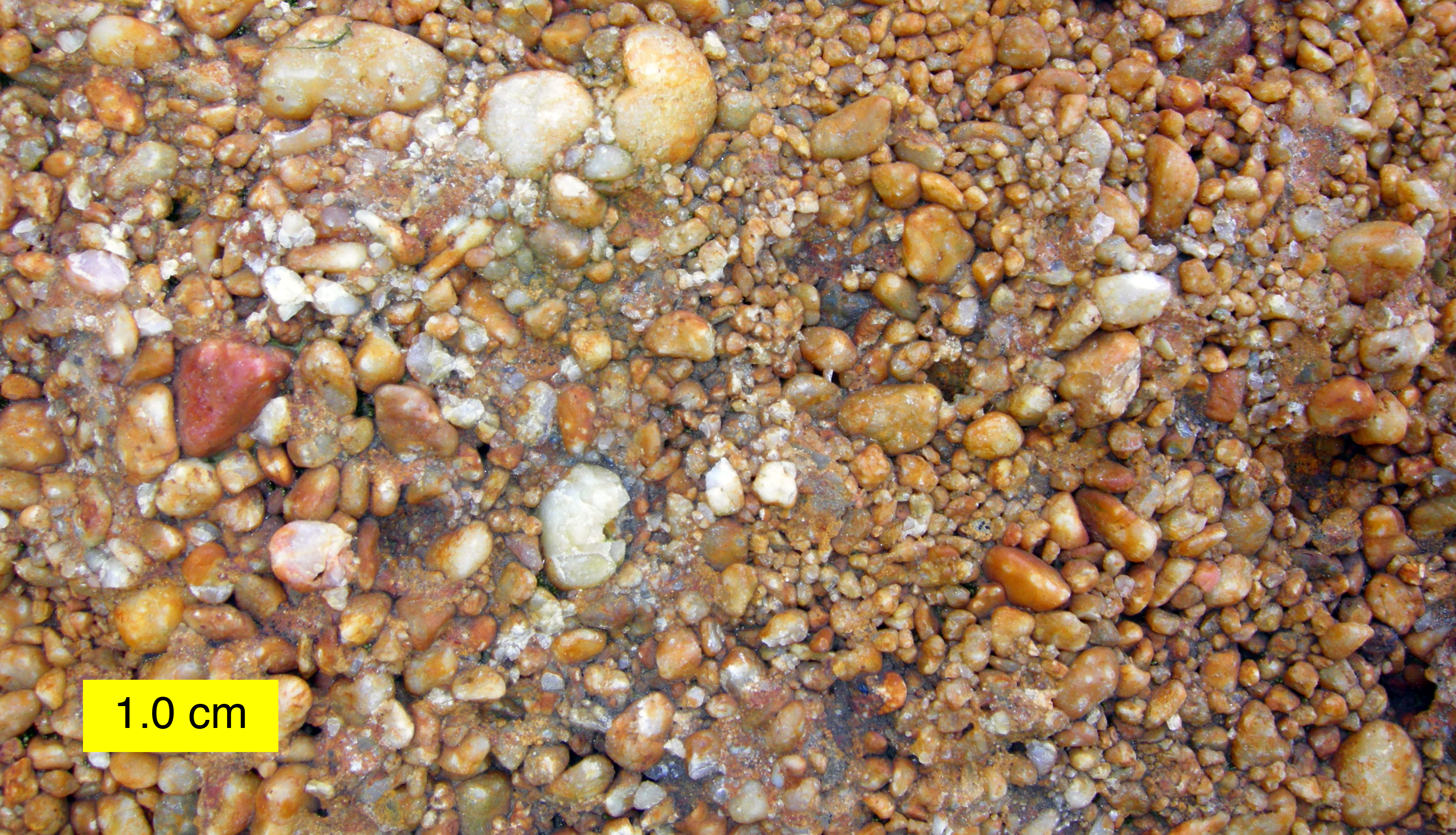
Conglomérat de la formation de Logan exposé à Wooster, dans l'Ohio.
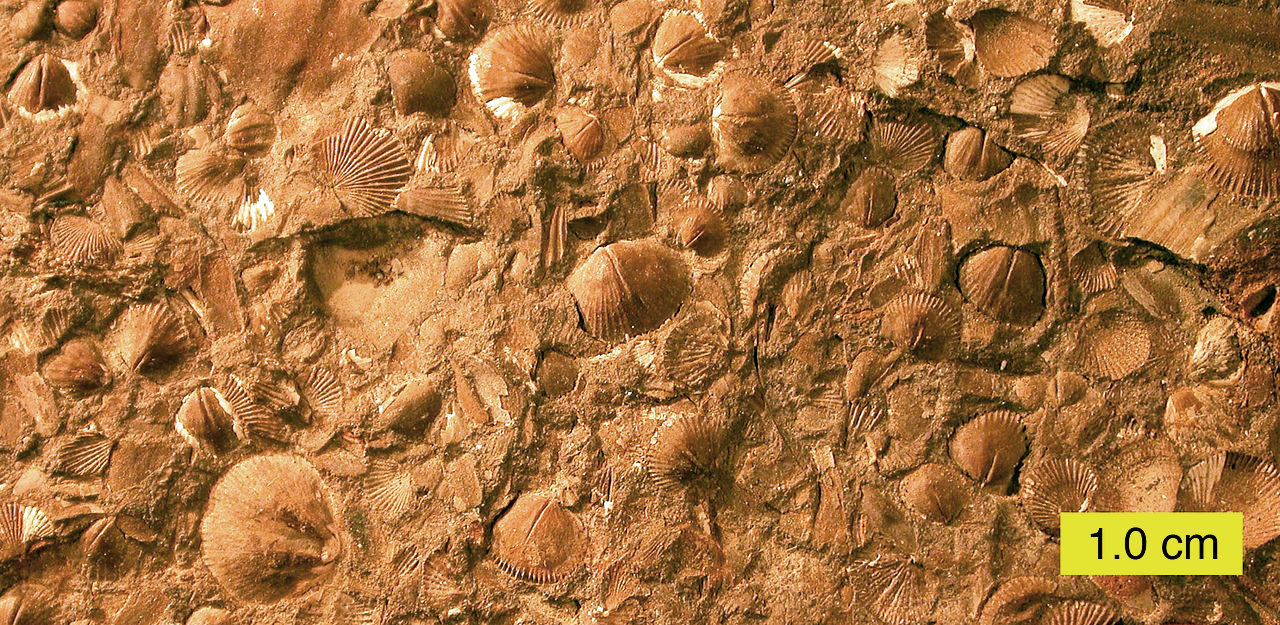
Moules interne et externe d'un brachiopode dans la formation de Logan.
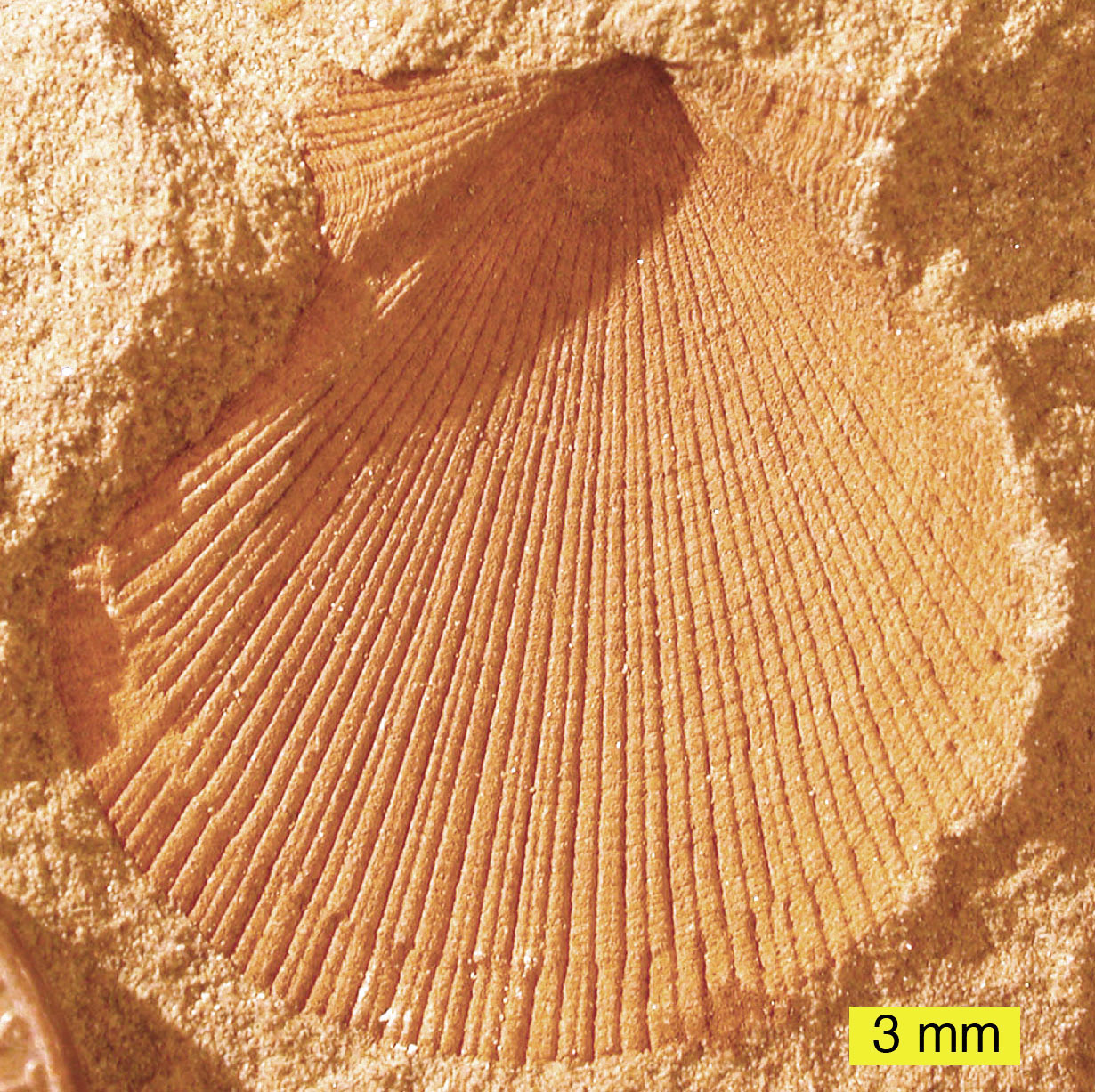
Le bivalve Aviculopecten subcardiformis dans la formation de Logan.
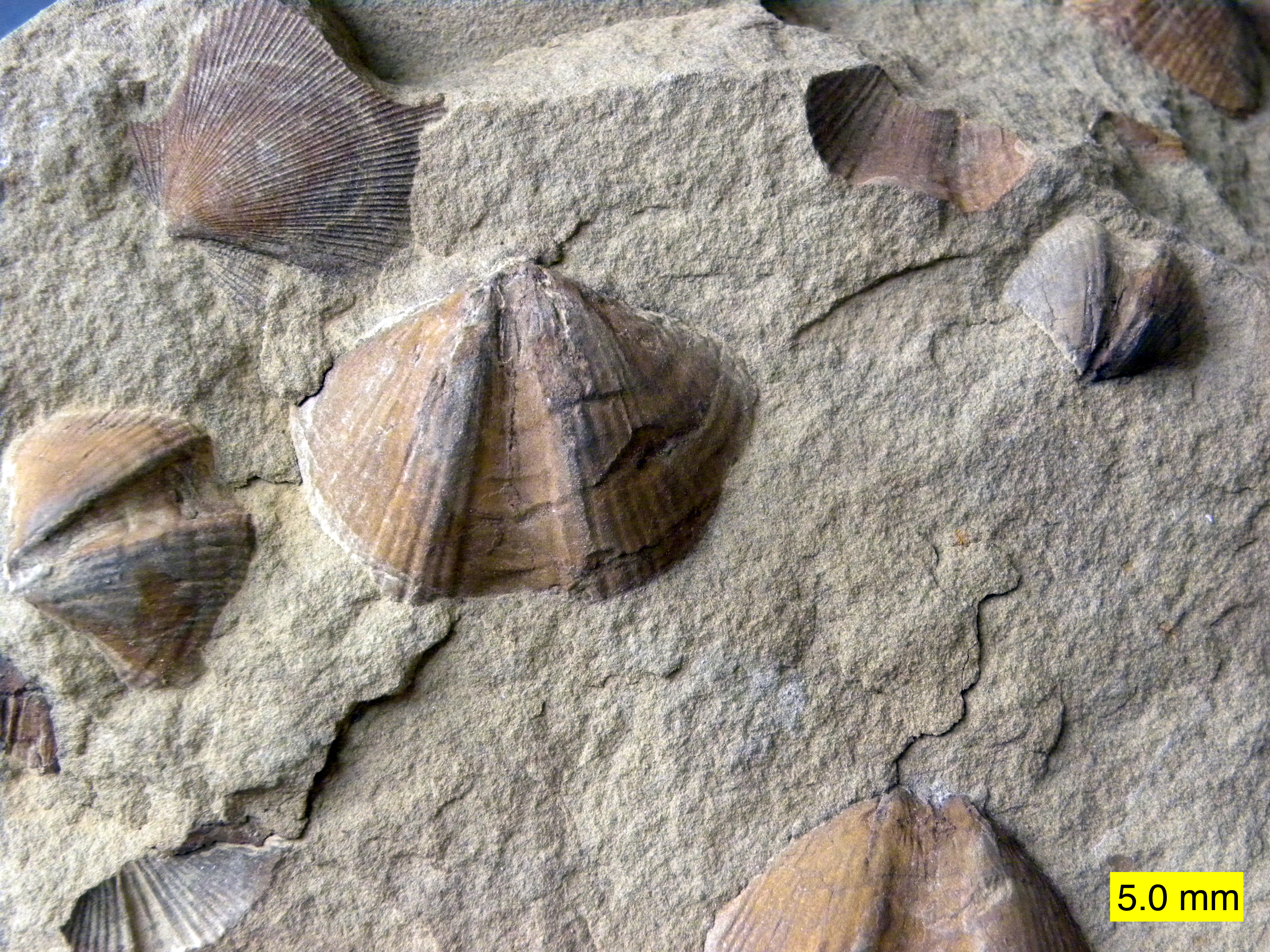
Des bivalves (Aviculopecten) et des brachiopodes (Syringothyris) dans la formation de Logan.
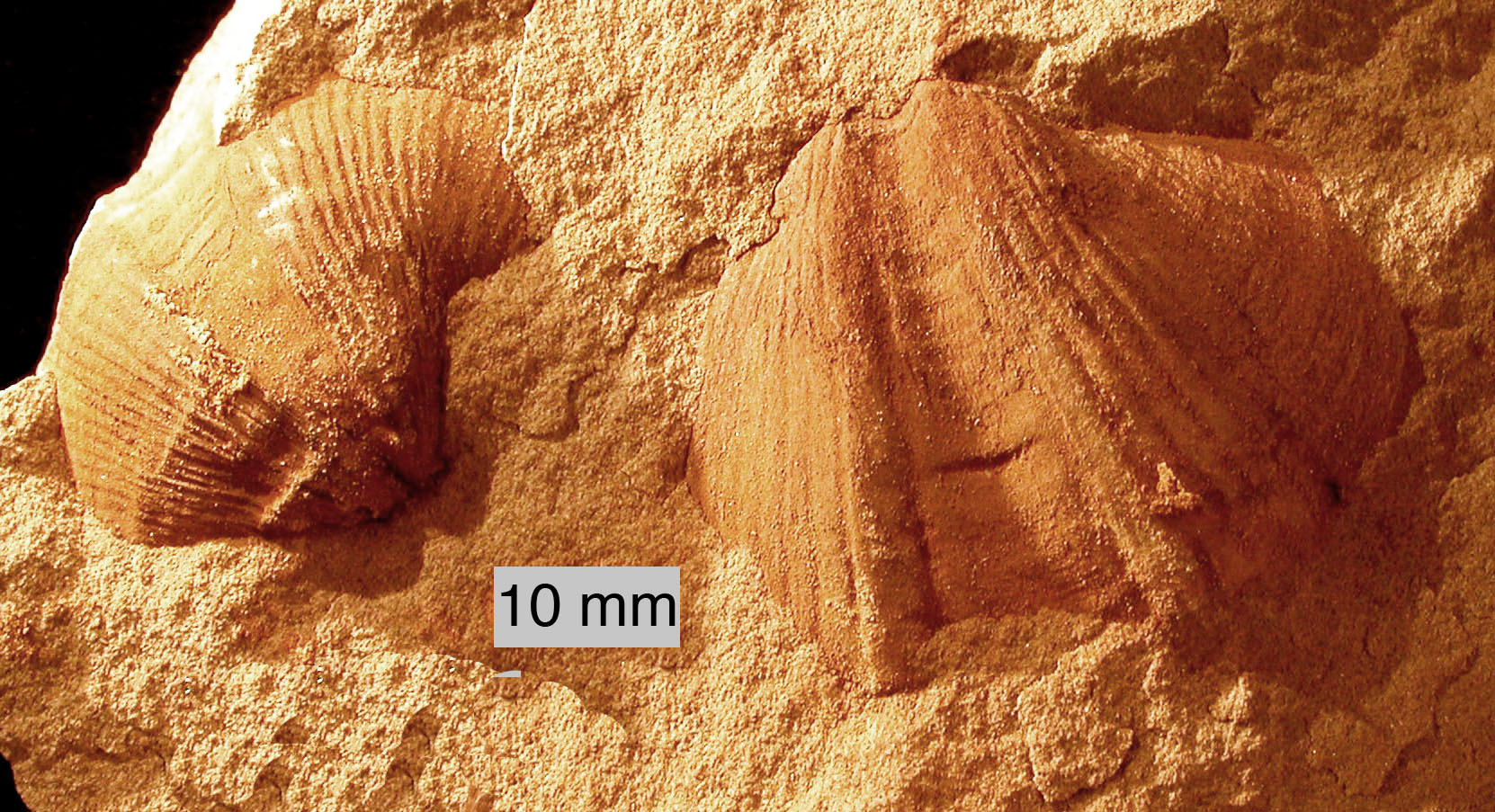
Syringothyris; un brachiopode de l'ordre des Spiriferida de la formation de Logan.
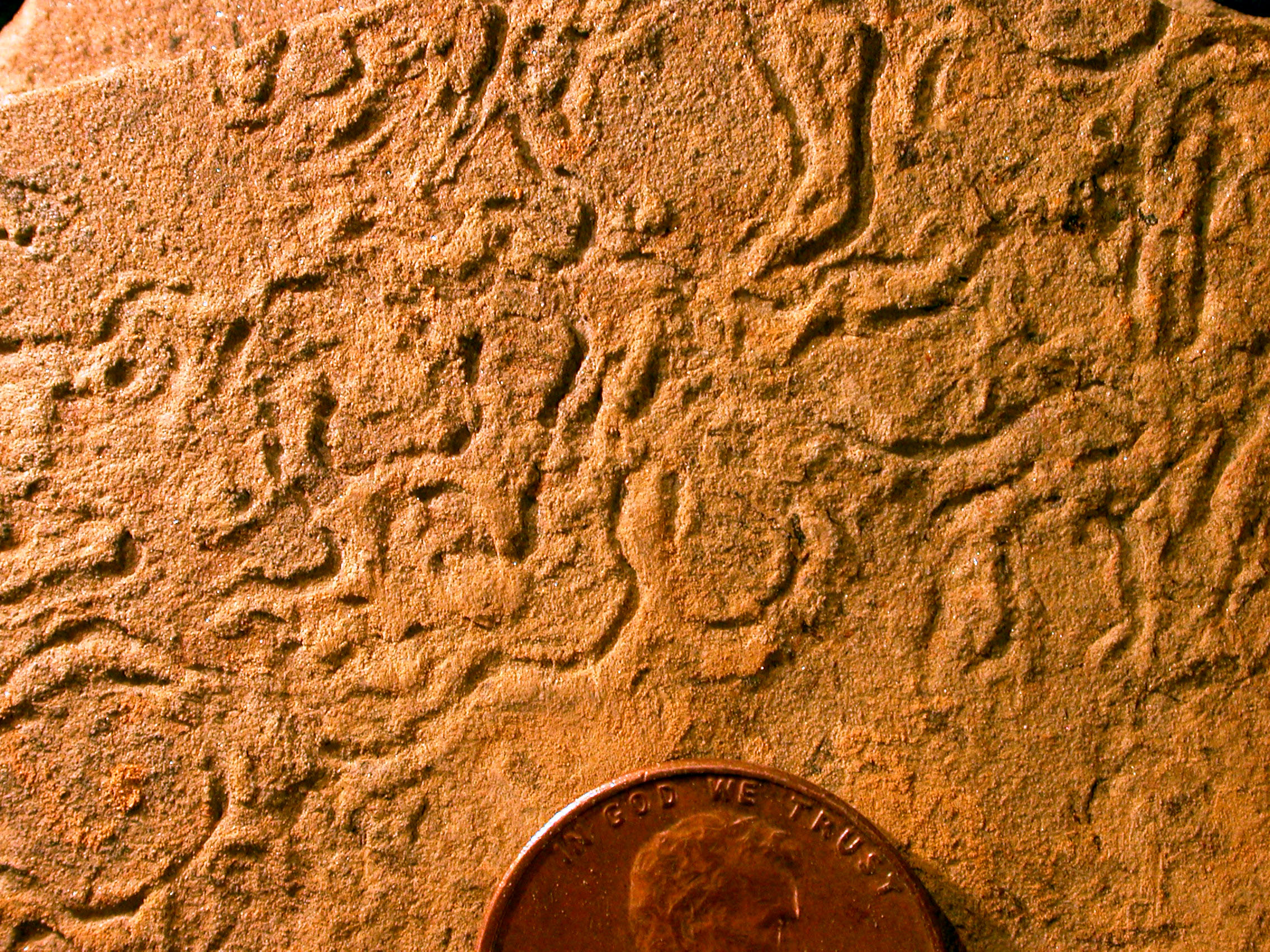
Helminthophis ichnosp.; une trace fossile de la formation de Logan.